# Entierro de un funcionario en primavera
Entierro de un funcionario en primavera es un largometraje español de José María Zabalza de 1958, en el que actúan Félix Fernández, Vicky Lagos y Tony Leblanc. La cinta fue estrenada en el Festival de cine de Biarritz fuera de concurso.

## Sinopsis
El funcionario Lupicinio Murga fallece en su barrio de San Blas (Madrid) en plena primavera por lo que en su casa se hacen los preparativos para el velatorio, mientras los vecinos del piso de arriba se preparan para acudir a la iglesia para una boda. 
En el deceso se reúnen toda una pléyade de personajes dispares como la criada de cascos ligeros, un hombre que quiere cobrar el último plazo de un aparato de radio, un plañidero profesional, un carterista que cree haber averiguado que su mujer le engaña o los funcionarios que se dan cuenta de que el escalafón para ascender se ha movido un peldaño.